# Ha Ha Hairies
Ha Ha Hairies är en brittisk barnserie som sänds i Cartoonito.
Denna serie handlar om en pojke och en älva som råkade trolla hela världen till ett luddland. Pojken och älvan brukar berätta en saga om Ha Ha Hairies.